# The Silent Circus
The Silent Circus è il secondo album in studio del gruppo musicale statunitense Between the Buried and Me, pubblicato il 7 ottobre 2003 dalla Victory Records.

## Tracce
1. Lost Perfection A) Coulrophobia – 4:15
2. Lost Perfection B) Anablephobia – 3:00
3. Camilla Rhodes – 4:50
4. Mordecai – 5:50
5. Reaction – 2:00
6. (Shevanel Take 2) – 3:15
7. Ad a Dglgmut – 7:40
8. Destructo Spin – 4:45
9. Aesthetic – 3:45
10. The Need for Repetition – 13:40 – Il brano The Need for Repetition dura 6:16. Dopo 5 minuti di silenzio (6:16 - 11:16), inizia la traccia nascosta The Man Land.

DVD bonus nella riedizione del 2006
1. Lost Perfection A) Coulrophobia (Filmed Live in Carrboro, NC)
2. Lost Perfection B) Anablephobia (Filmed Live in Carrboro, NC)
3. Destructo Spin (Filmed Live in Carrboro, NC)
4. Roboturner (Filmed Live in Carrboro, NC)
5. All Bories (Filmed Live in Carrboro, NC)
6. Mordecia (Filmed Live in Carrboro, NC)
7. Alaska (Filmed Live in Carrboro, NC)
8. Metal Injection Interview
9. Mordecai (Music Video)
10. Extra Bonus Music Videos

## Formazione
Gruppo
- Thomas Giles Rogers Jr. – voce, tastiera
- Paul Waggoner – chitarra
- Nick Fletcher – chitarra
- Jason King – basso
- Mark Castillo – batteria

Produzione
- Between the Buried and Me – produzione
- Matthew Ellard – produzione, registrazione, missaggio
- Matt Beaudoin – assistenza tecnica, editing digitale
- Seth Davis – assistenza tecnica
- Alan Douches – mastering